# Hyalyris statilla
Hyalyris statilla är en fjärilsart som beskrevs av William Chapman Hewitson 1874. Hyalyris statilla ingår i släktet Hyalyris och familjen praktfjärilar. Inga underarter finns listade i Catalogue of Life.